# Chocoladeletter
Een chocoladeletter is chocolade in de vorm van een letter. Het is een typisch Nederlandse lekkernij die rond Sinterklaas wordt gegeven. Men krijgt meestal de eerste letter van de voornaam. Indien deze niet voorkomt, wordt ook wel de eerste letter van de achternaam gegeven. Bij namen met heel veel verschillende beginletters kan als alternatief aan iedereen de S van Sinterklaas worden gegeven. De letter wordt tegenwoordig in allerlei verschillende smaken geleverd, niet alleen in puur, witte en melkchocolade, maar bijvoorbeeld ook met praline of nootjes. Banketbakkers voegen hier vaak nog versiersels aan toe van marsepein.
Het lettertype dat meestal gebruikt wordt is Egyptienne.
De geschiedenis van de chocoladeletter begint bij het maken van letters gemaakt uit brooddeeg en andere eetbare materialen, en ze worden sinds het eind van de 19e eeuw op grote schaal gemaakt.
De letters hebben niet allemaal dezelfde oppervlakte, maar tegenwoordig wel hetzelfde gewicht. Dit wordt gecompenseerd door de "kleine" letters dikker of breder te maken dan de "grote" en bij de I tweemaal een letter te verpakken. Voorheen was dat anders, zodat Irene reden had om jaloers te zijn op haar broer Michiel. Uit onderzoek bleek dat desondanks een kwart van de Nederlanders de M, S en A koopt omdat ze denken dat deze meer chocolade bevat.
Soms zijn weinig voorkomende letters niet of bijna niet te krijgen, zodat Quirine, Xander en Yves niet aan bod kwamen of met een andere letter genoegen moesten nemen. Tegenwoordig zijn alle letters verkrijgbaar.
De groeven in de oppervlakte van de chocoladeletters zijn er om de letter makkelijker uit de mal los te laten. Ook maskeren de ribbeltjes koelvlekken en beschadigingen op het chocoladeoppervlak.
Er zijn ook bakkerijen die speciale chocoladeletters maken voor diabetici.

## Trivia
Bij een krantenkop met grote letters spreekt men ook wel van chocoladeletters.